# Bystra-Sidzina (gmina)
Bystra-Sidzina est une gmina rurale du powiat de Sucha, Petite-Pologne, dans le sud de la Pologne. Son siège est le village de Bystra.
La gmina couvre une superficie de 80,43 km2 pour une population de 6 423 habitants.

## Géographie
La gmina inclut le village de Sidzina.
La gmina borde la ville de Jordanów et les gminy de Jabłonka, Jordanów, Maków Podhalański, Spytkowice et Zawoja.